# Kostice (district de Břeclav)
Kostice (en allemand : Kostitz) est une commune du district de Břeclav, dans la région de Moravie-du-Sud, en République tchèque. Sa population s'élevait à 1 905 habitants en 2020.

## Géographie
Kostice se trouve à 8 km à l'est du centre de Břeclav, à 57 km au sud-sud-est de Brno et à 237 km au sud-est de Prague.
La commune est limitée par Tvrdonice au nord et à l'est, par Lanžhot au sud, et par Břeclav à l'ouest et au nord-ouest.

## Histoire
La première mention écrite du village date de 1384.